# Malice Mizer (formație)

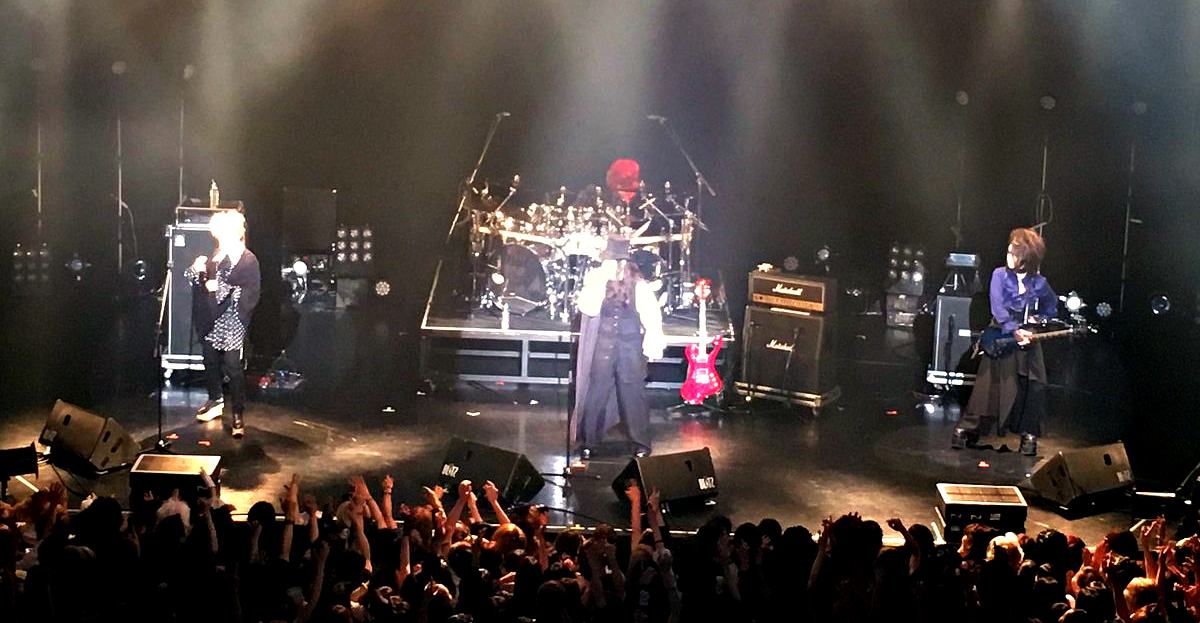
Közi, Yu~ki & Mana 2016

Malice Mizer a fost o trupă de Visual kei formată în 1992 de Kozi și Mana. Formația nu mai este activă din anul 2001.

## Membrii
- Klaha-Voce
- Gackt-Voce,Pian
- Yu-ki-Chitară bas
- Kozi-Chitară
- Mana-Chitară
- Kami-baterie
- Gaz-baterie
- Tetsu-Voce